# Man Taking Off His Boater

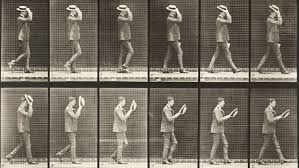
Sequencia fotográfica de "Man Taking Off His Boater"

Man Taking Off His Boater (em tradução livre, Homem tirando seu chapéu de palha) é um filme mudo britânico em curta-metragem, realizado em 1887 pelo inventor e fotógrafo Eadweard Muybridge, parte de seu estudo à respeito do movimento. É um dos poucos curtas onde a pessoa filmada encontra-se vestida, uma vez que Muybridge considera que a nudez facilitaria suas análises. Atualmente, pode ser visualizado pelo YouTube, encontrando-se em domínio público pela data em que foi realizado. 
Não se trata de um filme como entendemos hoje, mas de uma sequência de fotografias dispostas de forma a criar a impressão de movimento.

## Sinopse
Um homem de terno caminha enquanto tira seu chapéu da cabeça, como se cumprimentasse alguém fora da imagem.